# Зулуски език
Зулуският език (isiZulu) е език от групата банту, говорен от около 9 100 000 души в ЮАР, Есватини и други.